# Phoradendron albert-smithii
Phoradendron albert-smithii là một loài thực vật có hoa trong họ Santalaceae. Loài này được Trel. ex J.F. Macbr. miêu tả khoa học đầu tiên năm 1937.